# Transposición de Cope
La transposición de Cope es una reacción orgánica ampliamente estudiada que involucra el reordenamiento sigmatrópico [3,3] de 1,5-dienos. Fue desarrollada por Arthur C. Cope. Por ejemplo, el 3-metil-1,5-hexadieno, al ser calentado a 300 °C, produce 1,5-heptadieno.
La transposición de Cope causa los estados fluxionales de las moléculas en la familia bullvaleno.

## Mecanismo
La transposición de Cope es el ejemplo prototípico de una transposición sigmatrópica concertada. Se clasifica como una transposición sigmatrópica [3,3] con el símbolo de Woodward-Hoffmann [π2s + σ2s + π2s] y, por lo tanto, se permite térmicamente. A veces es útil pensar que pasa por un estado de transición energética y estructuralmente equivalente a un diradical, aunque debe enfatizarse que el diradical no suele ser un verdadero intermediario (mínimo de energía potencial). El estado de transición de la silla ilustrado aquí se prefiere en los sistemas de cadena abierta (como se muestra en los experimentos de Doering-Roth). Sin embargo, los sistemas conformacionalmente restringidos como los cis-1,2-divinilciclopropanos pueden sufrir la transposición en la conformación del bote.
Actualmente se acepta generalmente que la mayoría de las transposiciones de Cope siguen una ruta concertada permitida a través de un estado de transición aromática de Hückel y no se forma un intermediario dinámico. Sin embargo, la reacción concertada a menudo puede ser asíncrona y los sistemas perturbados electrónicamente pueden tener un carácter diradical considerable en el estado de transición. A continuación se presenta una ilustración representativa del estado de transición de la transposición de Cope del 1,5-hexadieno electrónicamente neutro. Aquí se puede ver que los dos enlaces π se rompen mientras se forman dos nuevos enlaces π, y simultáneamente el enlace σ se rompe mientras se forma un nuevo enlace σ. A diferencia de la transposición de Claisen, las transposiciones de Cope sin liberación de tensión o perturbación electrónica a menudo son cercanas a la neutralidad térmica y, por lo tanto, pueden alcanzar solo una conversión parcial debido a una constante de equilibrio insuficientemente favorable. En el caso del hexa-1,5-dieno, la transposición es degenerada (el producto es idéntico al material de partida), por lo que K = 1 por necesidad.
En los dienos asimétricos, a menudo es necesario tener en cuenta la estereoquímica, que en el caso de reacciones pericíclicas, como la transposición de Cope, se puede predecir con las reglas de Woodward-Hoffmann y la preferencia por la geometría del estado de transición de la silla.

## Ejemplos
La transposición es ampliamente utilizada en síntesis orgánica. Está permitido por simetría cuando es suprafacial en todos los componentes. El estado de transición de la molécula pasa a través de un bote o silla como el estado de transición. Un ejemplo de la transposición de Cope es la expansión de un anillo de ciclobutano a un anillo de 1,5-ciclooctadieno:
En este caso, la reacción debe pasar por el estado de transición de bote para producir los dos dobles enlaces cis. Un doble enlace trans en el anillo sería demasiado tenso. La reacción se produce en condiciones térmicas. La fuerza impulsora de la reacción es la pérdida de tensión del anillo de ciclobutano.

## Transposición Oxi-Cope y su variante aniónica
En la transposición oxi-Cope, se agrega un grupo hidroxilo en C3 formando un enal o enone después del tautomerismo de Keto-enol del enol intermedio:
En su forma original, la reacción necesita temperaturas muy altas para proceder a una velocidad razonable. Sin embargo, en 1975, Evans y Golob mostraron que la desprotonación de sustratos de oxi-Cope con una base fuerte para formar el alcóxido de potasio correspondiente dio como resultado aceleraciones de velocidad de 1010 a 1017 en relación con la reacción realizada en condiciones neutras. Esto permite que la reacción se realice a temperatura ambiente o incluso a 0 °C. Típicamente, se emplean hidruro de potasio y 18-corona-6 para generar un alcóxido de potasio completamente disociado:
El diastereómero del material de partida que se muestra arriba con un grupo de vinilo ecuatorial no reacciona, proporcionando evidencia de la naturaleza concertada de esta reacción. Sin embargo, se cree que el estado de transición de la reacción tiene un alto grado de carácter dinámico. En consecuencia, la reacción oxi-Cope acelerada por aniones puede proceder con alta eficiencia incluso en sistemas que no permiten una superposición orbital eficiente, como se ve en este ejemplo de la síntesis de periplanona B de Schreiber y Santini:
Los autores comentan que las correspondientes transposiciones neutras de oxi-Cope y siloxi-Cope fallaron, dando solo productos de eliminación a 200 °C.

## Variaciones
Otra variación del reordenamiento de Cope son las reacciones de Cope del heteroátomo, como las transposiciones de Aza-Cope. Otro reordenamiento sigmatrópico ampliamente estudiado [3, 3] es la transposición de Claisen.